# Правобережная улица (Москва)
Правобере́жная у́лица (до 17 января 1968 года — у́лица Ле́нина (Хи́мки), до 1960 года — у́лица Ле́нина города Химки) — улица в Северном административном округе города Москвы на территории района Левобережный.

## История
Улица получила современное название по расположению на правом берегу канала имени Москвы (ср. Левобережная улица). До 17 января 1968 года называлась у́лица Ле́нина (Хи́мки), до 1960 года — у́лица Ле́нина города Химки.

## Расположение
Правобережная улица проходит от Ленинградского шоссе на восток, не доходя до берега канала имени Москвы, поврачивает на север и проходит до МКАД, за которой продолжается как улица Кирова города Химки. Нумерация домов начинается от Ленинградского шоссе.

## Примечательные здания и сооружения
По нечётной стороне:
- д. 1б — торговый центр «Капитолий»

По чётной стороне:
- д. 4 — пансионат для ветеранов труда № 1
- д. 6 — Храм Бессребреников Космы и Дамиана в Космодемьянском
- д. 6, строение 2 — усадьба Зотовых — Д. П. Горихвостова — С. П. Патрикеева «Белые столбы» («Космодемьянское»; 1907—1908, архитекторы Ф. О. Шехтель, А. А. Никифоров; ныне — Химкинская городская больница № 1)
- д. 6а, строение 1 —  Главный дом усадьбы Патрикеевых Космодемьянское («Белые Столбы»), внесён в Красную книгу Архнадзора (электронный каталог объектов недвижимого культурного наследия Москвы, находящихся под угрозой), номинация - запустение[3]

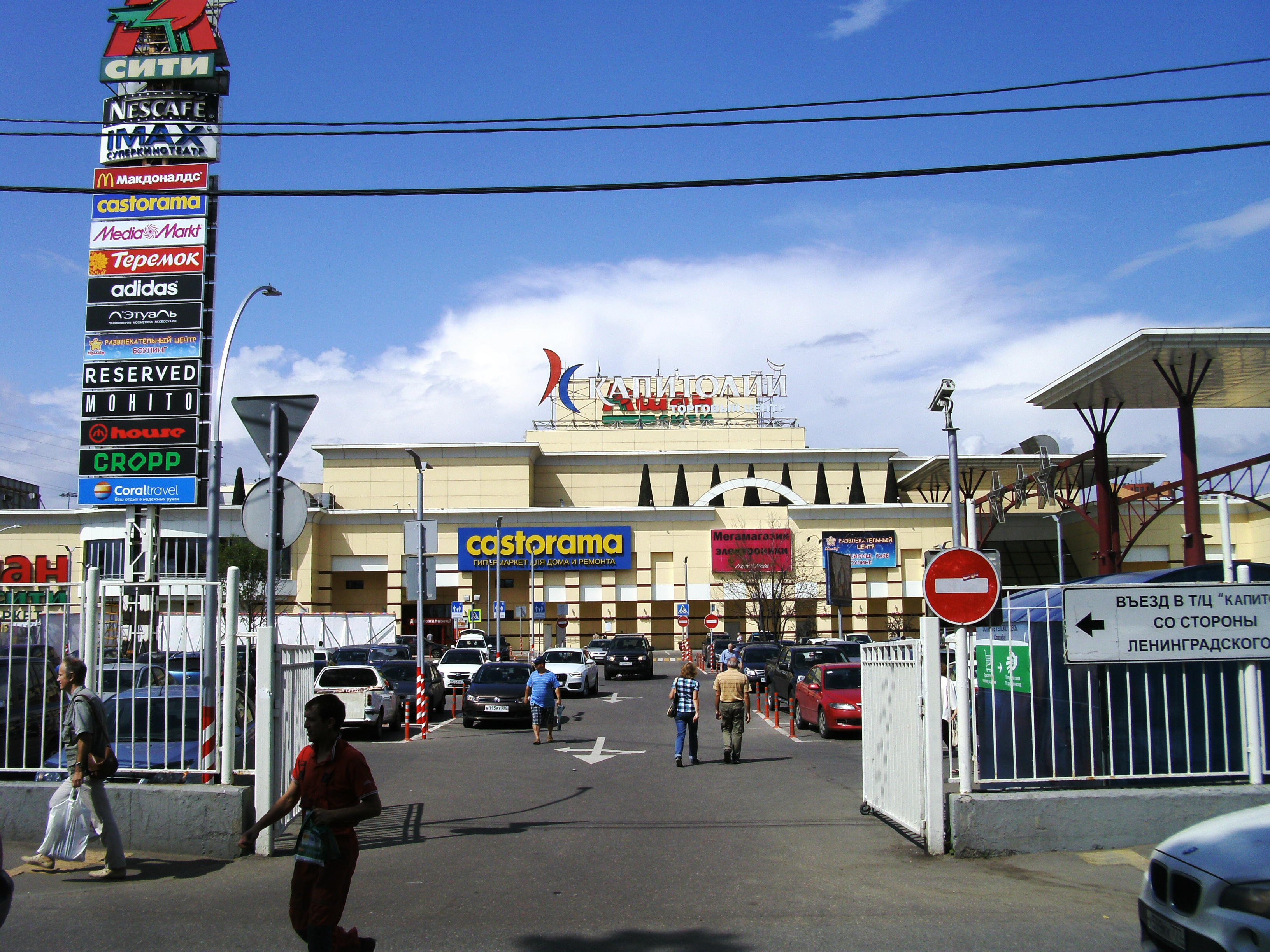
Дом № 1б — торговый центр «Капитолий»
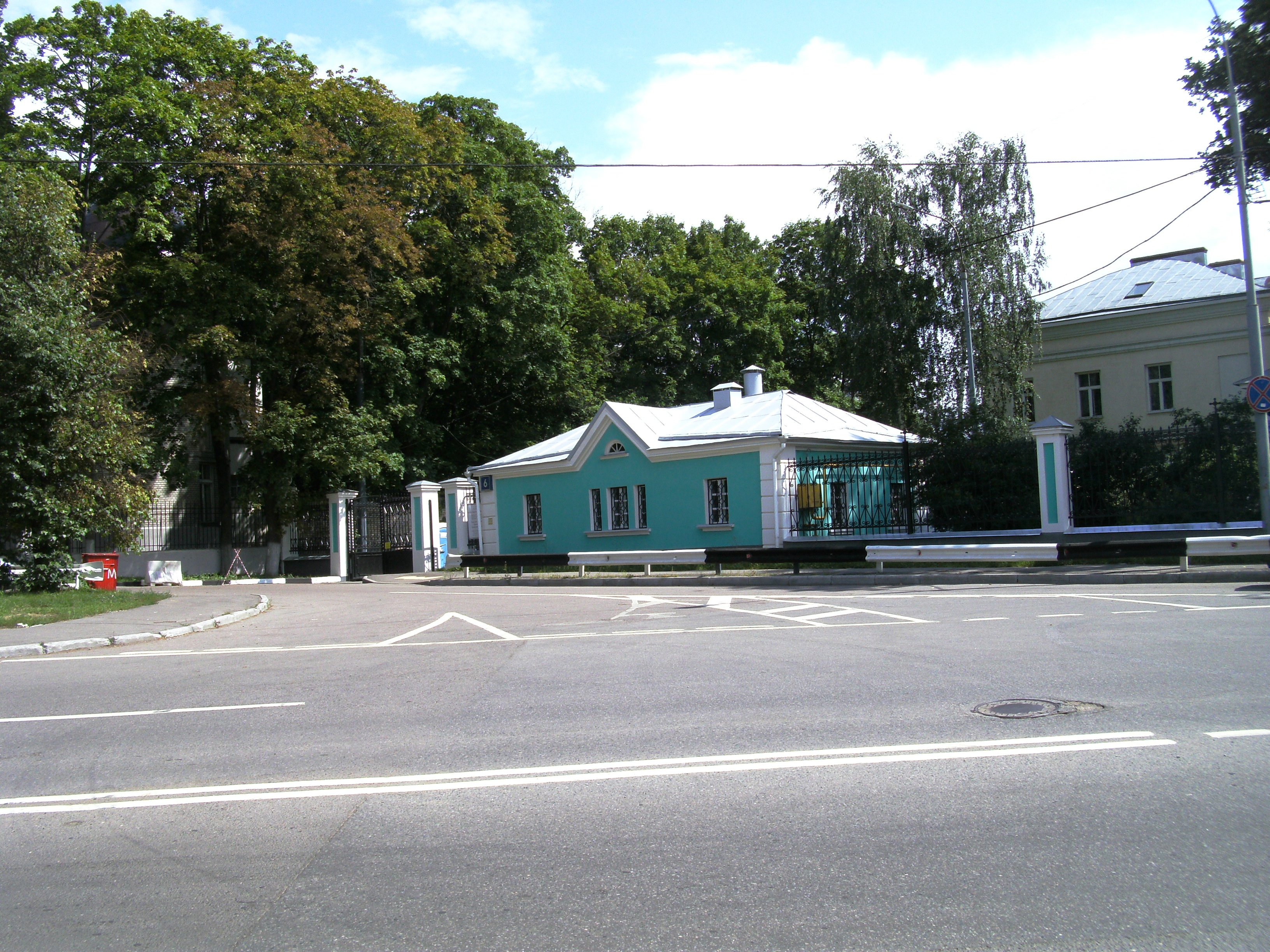
Дом № 6 — Храм Бессребреников Космы и Дамиана в Космодемьянском
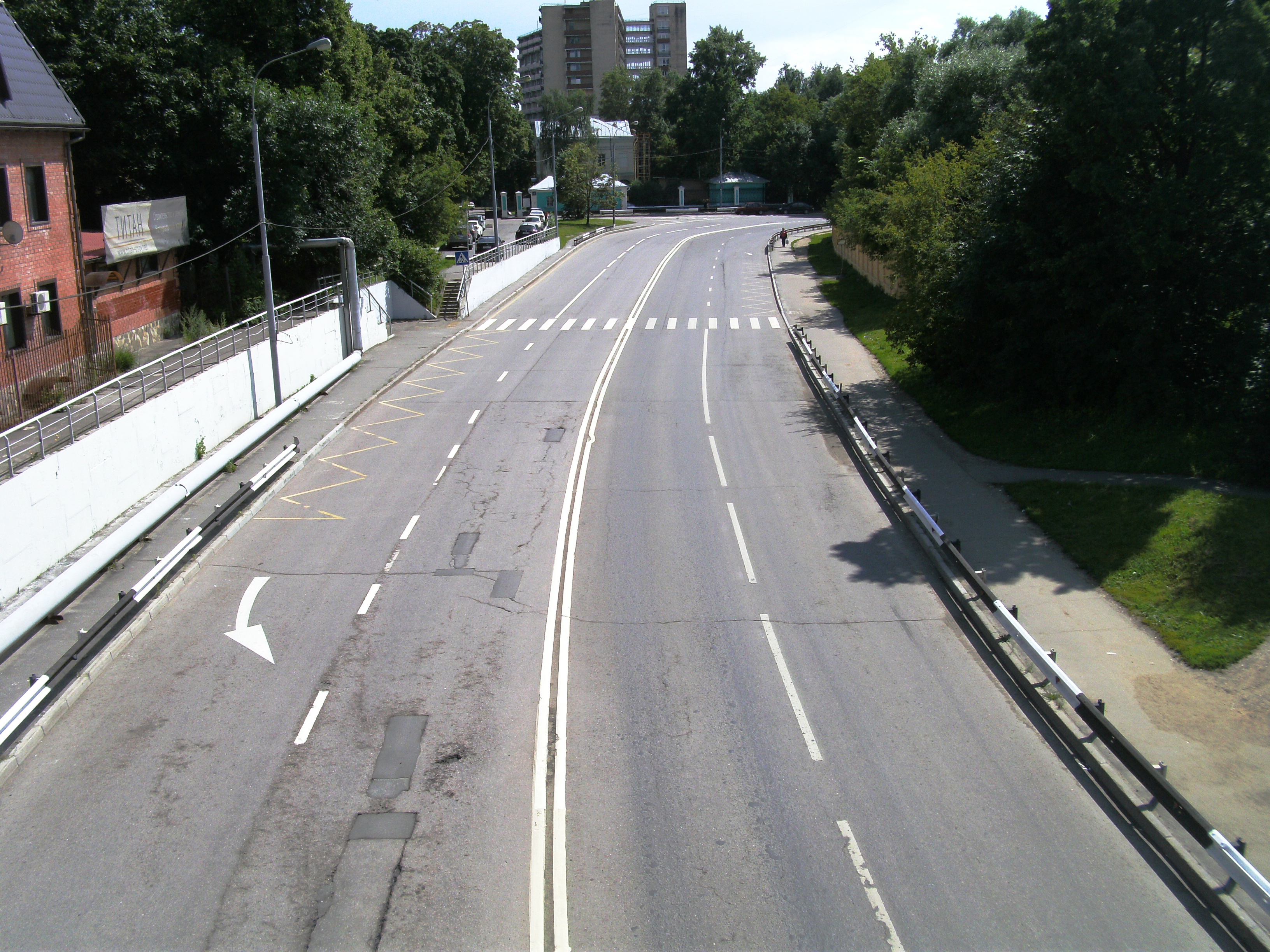
Конец улицы, вид с МКАД

## Транспорт

### Наземный транспорт
По Правобережной улице не проходят маршруты наземного общественного транспорта, кроме пригородного автобуса № 345. У западного конца улицы, на Ленинградском шоссе, расположена остановка «Химкинская больница и профилакторий» автобусов № 173, 199, 851 и пригородных автобусов № 342, 343, 345, 370, 443, 482.

### Метро
- Станция метро «Ховрино» Замоскворецкой линии — восточнее улицы, на улице Дыбенко.

### Железнодорожный транспорт
- Платформа «Левобережная» Октябрьского направления МЖД — северо-восточнее улицы.